# جيل غولدستاين
جيل غولدستاين (بالإنجليزية: Gil Goldstein)‏ هو أستاذ جامعي وعازف بيانو وملحن أمريكي، ولد في 6 نوفمبر 1950 في بالتيمور في الولايات المتحدة.

## وصلات خارجية
- جيل غولدستاين على موقع IMDb (الإنجليزية)
- جيل غولدستاين على موقع ميوزك برينز (الإنجليزية)
- جيل غولدستاين على موقع أول ميوزيك (الإنجليزية)
- جيل غولدستاين على موقع ديسكوغز (الإنجليزية)